# Héraion d'Argos
L'Héraion d'Argos (en grec ancien : Ἡραῖον Ἄργους) est un sanctuaire grec dédié à la déesse Héra, situé sur le territoire de l'antique Argos, à proximité de Mycènes, auprès de l'établissement antique de Prósymna en Argolide. Le premier temple de l'Héraion d'Argos remonte à la fin du VIIIe siècle av. J.-C.

## Mythologie
Selon une légende rapportée par le pseudo-Dictys de Crète, Agamemnon aurait été choisi à l'Héraion pour mener les Argiens contre Troie. Les murs et les vestiges les plus anciens du site datent de l'époque géométrique, contemporaine de la composition de l'Iliade.

## Description du site
Le téménos s'étend le long de trois terrasses artificiellement aménagées, au pied de la montagne, sur un site offrant une vue grandiose sur la plaine d'Argos. L'Héraion fut construit à la limite du territoire de la cité.
Un établissement helladique a précédé la construction du sanctuaire.
| Plan du site de l'Héraion. 1. Temple archaïque d'Héra 2. Portique nord 3. Portique nord-est 4. Bâtiment ouest 5. Temple classique d'Héra 6. Salle hypostyle 7. Portique sud 8. Escalier monumental 9. Bâtiment nord-ouest 10. Gymnase et portique inférieur 11. Thermes romains - Époque archaïque - Époque classique - Époque hellénistique - Époque romaine |

### Le temple archaïque

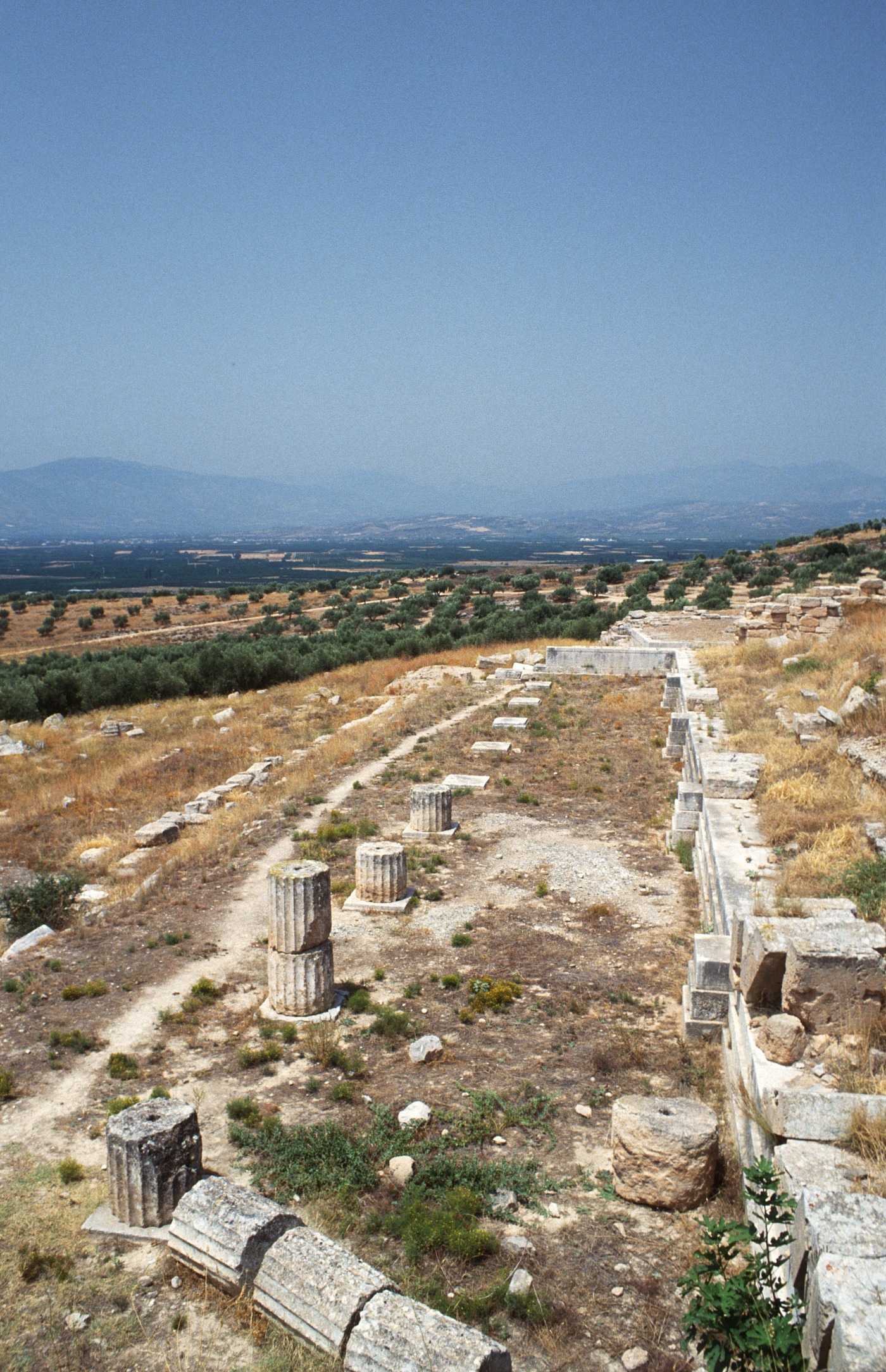
Stoa (portique) nord.

Le temple archaïque du VIIe siècle av. J.-C. était bâti sur la terrasse supérieure, peut-être à l'emplacement d'un bâtiment cultuel plus petit et plus ancien, la terrasse remontant au moins au VIIIe siècle av. J.-C. Ce fut l'un des premiers temples à colonnes de la Grèce antique, affirmant le rôle prépondérant des villes comme Argos ou Corinthe dans le développement de l'architecture grecque. Le sol de l'édifice a disparu, mais des bases calcaires marquent l'emplacement des colonnes de bois. La cella très allongée était constituée essentiellement de bois, tout comme les colonnes. Un autel extérieur a été établi à proximité. Selon Pausanias, l'autel était orné de sculptures montrant le mariage d'Héraclès et Hébé. Le temple archaïque a été détruit par un incendie en -423. Les ruines ont alors été clôturées et le temple rebâti un peu plus bas.

### Le temple classique

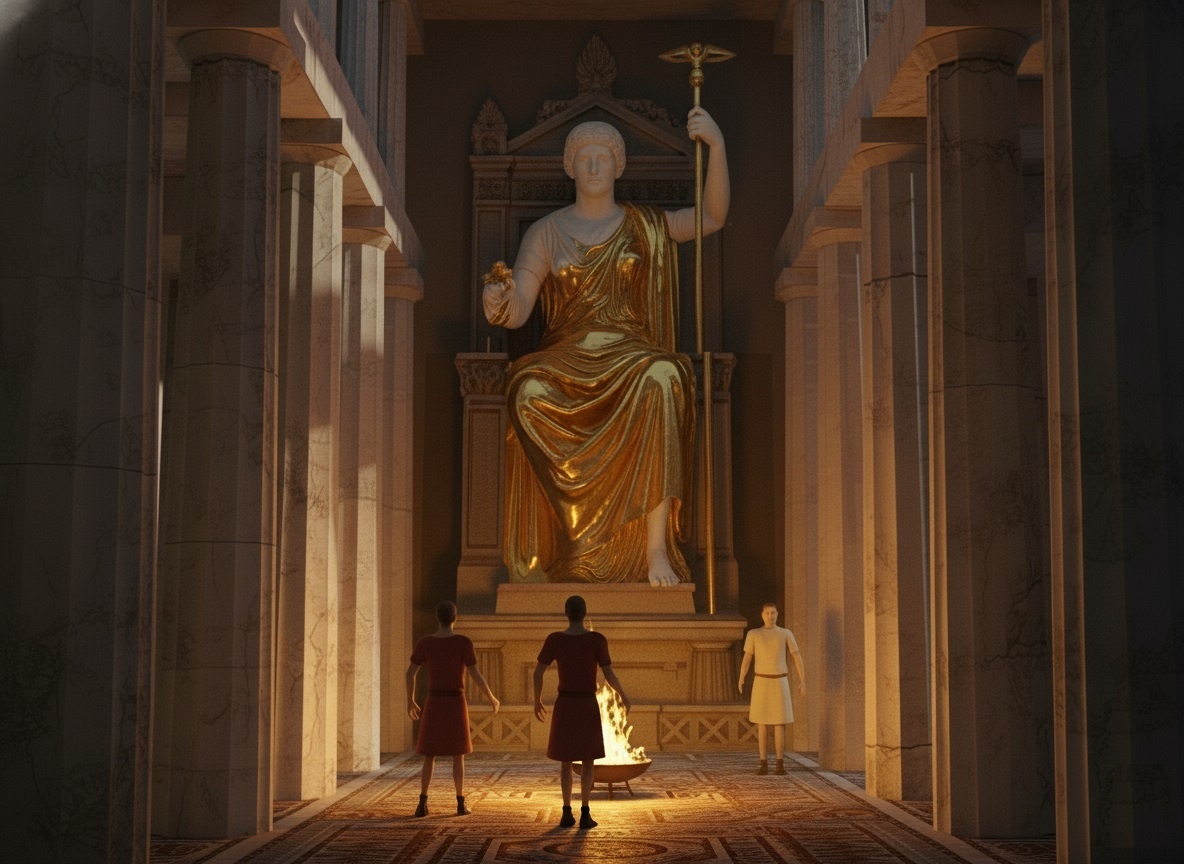
Schéma de l'intérieur du temple d'Héra.

Le nouveau temple, bâti selon un plan d'Eupolémos d'Argos, fut achevé en -410. Il renfermait une statue de culte chryséléphantine représentant Héra siégeant sur un trône, tenant un sceptre dans la main gauche et une grenade dans la droite. Cette statue est traditionnellement attribuée à Polyclète. En face de la statue d'Héra était placée une seconde statue chryséléphantine, représentant Hébé, fille de Zeus et d'Héra, déesse de la jeunesse. Cette seconde statue est attribuée à Naukydès, élève de Polyclète.

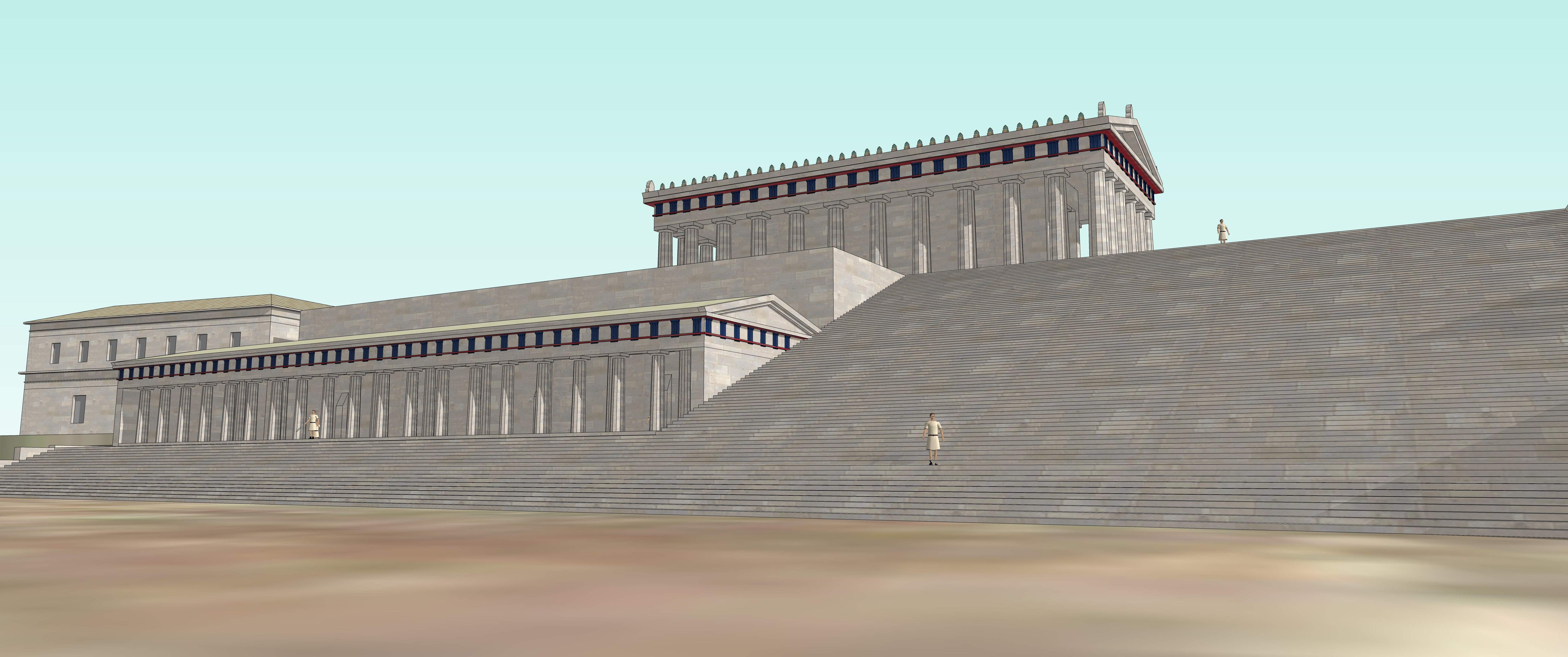
Vision reconstituée depuis le bas du grand escalier menant au sanctuaire.

Plusieurs portiques encadraient la terrasse du sanctuaire où se trouvait un autel, probablement destiné à pratiquer les hécatombes lors des Héraia. À l'est, cette terrasse est fermée par le Télestérion, une salle hypostyle de 29 × 17 m contenant trois rangées de cinq colonnes. Cette salle était peut-être dédiée à l'initiation. Une salle de banquet ferme la terrasse à l'ouest.
Le dispositif religieux est complété à l'ouest, au-delà de la salle de banquet, par un édifice servant d'hôtellerie ou de gymnase, ainsi que par des thermes ajoutés à l'époque romaine.

## LesHéraia
Le sanctuaire était le siège de cérémonies et de concours réguliers, annuels ou biennaux, en l'honneur de la déesse. Ces cérémonies, tout d'abord nommées Hékatomboia, étaient constituées d'une procession, d'un grand sacrifice — le nom Hékatomboia désigne spécifiquement un sacrifice de cent bœufs — et d'un banquet. Ces cérémonies étaient accompagnées de concours sportifs, comprenant des courses à pied, des courses de chevaux, et des combats, pugilat et pancrace notamment. Les prix des concours étaient constitués de pièces de vaisselle en bronze, hydries, lébès, des armes, boucliers notamment et différents ustensiles de bronze.
Ces concours sont transférés à Argos au IIIe siècle av. J.-C. et prennent alors le nom d'Héraia. Des épreuves artistiques sont attestées dans le programme des concours pour cette période, concours de flûte, de cithare et concours théâtraux, par exemple.

## Historique des fouilles

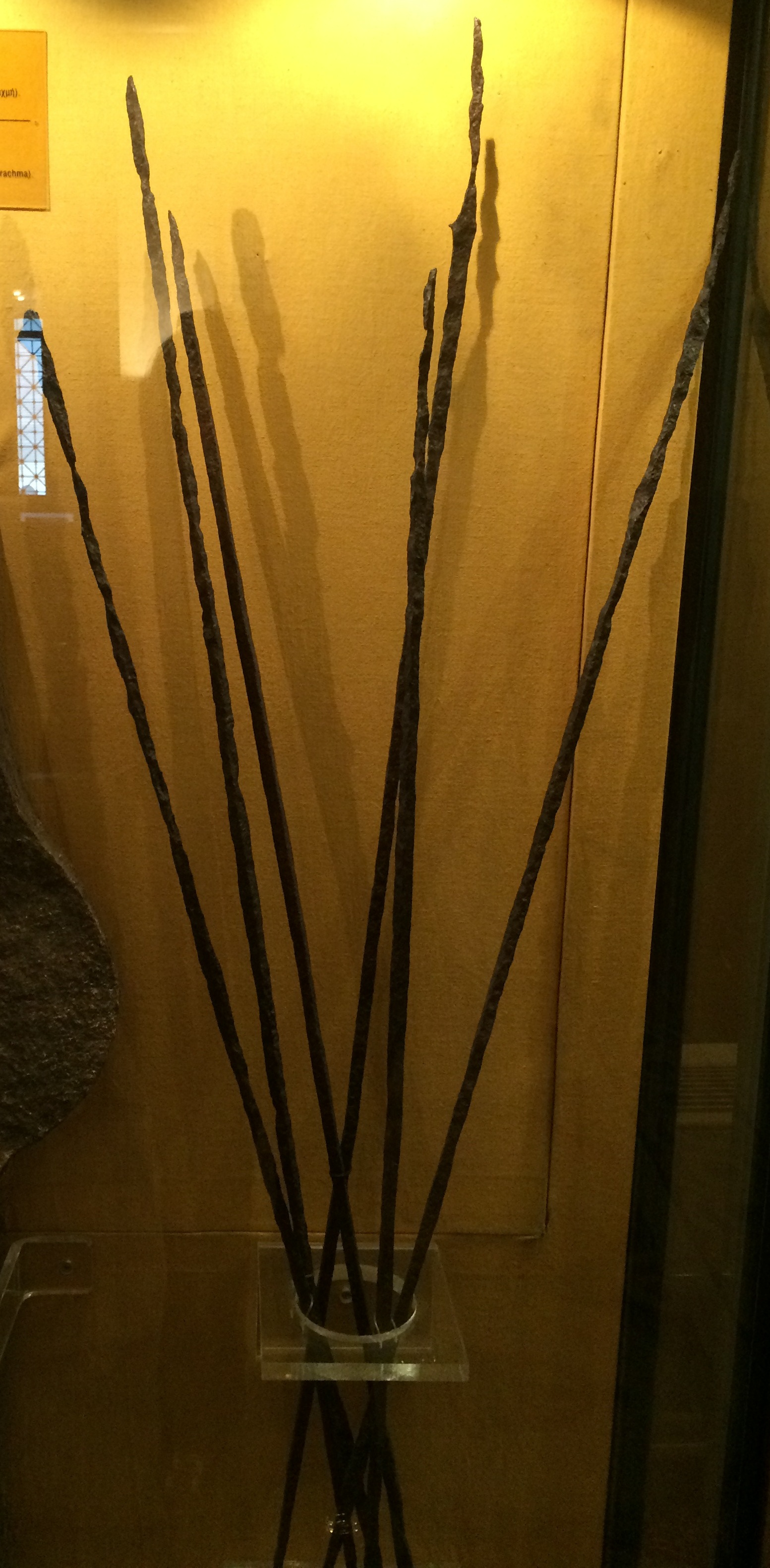
Broches de fer (oboloi) provenant de l'Héraion.

Le site fut identifié en 1831 par l'officier britannique Thomas Gordon qui, en 1836, procéda à des fouilles à l'aveuglette. En 1874, Heinrich Schliemann étudia brièvement le site, et l'archéologie moderne prit la suite, sous les auspices de l'Institut archéologique américain, qui choisit l'Héraion d'Argos pour sa première campagne de fouilles en Grèce, sous la direction de Charles Waldstein. 
Il y trouva notamment un faisceau de 180 rôtissoires en fer (oboloi), ainsi que des objets votifs servant d'étalons de poids et mesures, que l'on pouvait encore voir à l'époque classique. Les oboloi de l'Héraion sont mentionnés par le philosophe Héraclide du Pont dans son ouvrage sur les Étymologies, afin d'expliquer l'origine du nom de l'unité monétaire ὀϐελός / obelós (en attique ὀϐολός / obolós), l'obole, équivalant à la sixième partie de la drachme.